# Якимах, Алексей Абрамович
Алексей Абрамович Якимах (1805 — 18 октября 1866, Санкт-Петербург) — российский генерал-артиллерист, участник Крымской войны.

## Биография
Родился в 1805 году. Получил домашнее воспитание.
Службу начал в 1821 году бомбардиром 4-й роты 13-й артиллерийской бригады. Шесть лет спустя он был произведён в прапорщики. Назначенный в чине поручика бригадным адъютантом, Якимах затем состоял адъютантом при начальнике дивизии, а в 1847 году, будучи уже в чине капитана, был назначен старшим адъютантом в штаб генерал-фельдцейхмейстера и в этой должности оставался восемь лет.
Командированный 20 июля 1855 года по высочайшему повелению в распоряжение начальника войск в Крыму для личного объяснения и содействия к переформированию батарей шести пехотных корпусов из 12-орудийного состава в 8-орудийные, Якимах провёл в Крыму около трёх месяцев и в это время участвовал в сражении на Чёрной речке и на Федюхиных высотах, а затем находился в Севастополе и несколько раз принимал самое деятельное участие в отражении неприятеля, особенно при нападениях его на Малахов курган и при общем штурме города. За отличия, выказанные в этих делах, полковник Якимах 8 ноября 1855 года был награждён золотой полусаблей с надписью «за храбрость».
Возвратившись в Петербург, Якимах был назначен дежурным штаб-офицером штаба Его Императорского Высочества генерал-фельдцейхмейстера, а затем в 1856 году получил новое назначение — помощником начальника штаба Его Императорского Высочества генерал-фельдцейхмейстера, и был произведён в генерал-майоры. Эту должность он занимал около семи лет, причём в то же время ему приходилось много работать в качестве члена разных комитетов и комиссий, касавшихся преобразований военно-административного характера, так как редко какая комиссия обходилась без его участия.
В 1863 году Якимах был назначен вице-директором Главного артиллерийского управления с производством в генерал-лейтенанты и эту должность занимал до самой своей смерти. Якимах скончался 18 октября 1866 года в Петербурге на 62-м году рождения
За свою 45-летнюю службу он имел много орденов до Белого орла включительно.
Семья:
жена - Вера Павловна Якимах (?-29.09.1858), захоронена в селе Скородное Данковского района района Липецкой области.